# Die Abenteuer des Tom Sawyer

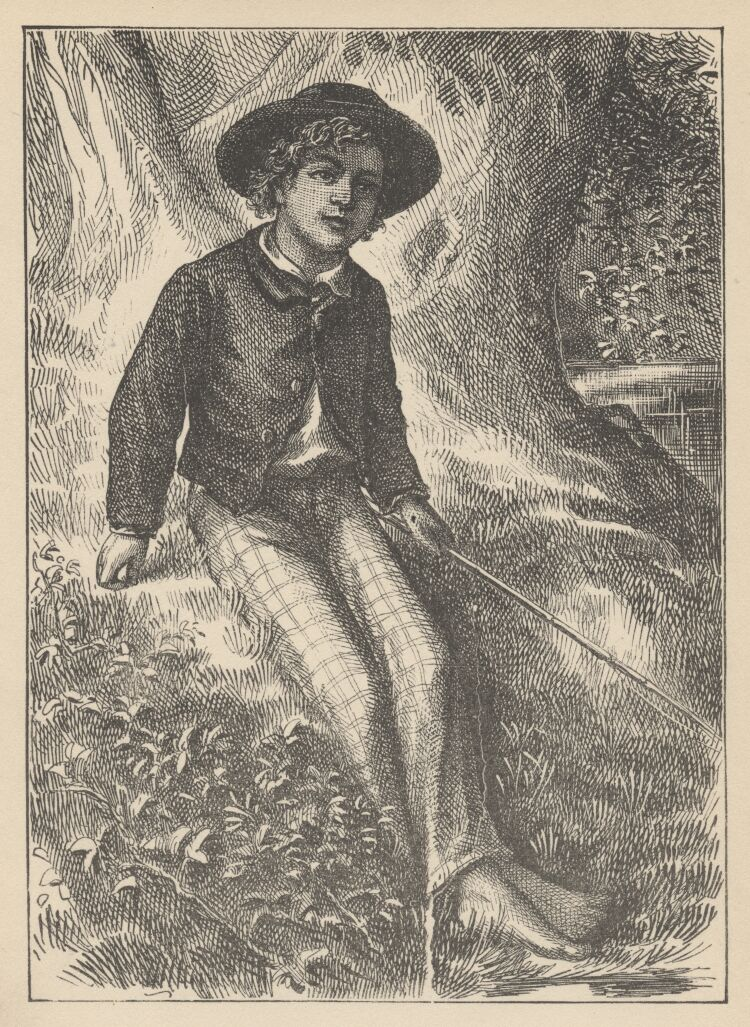
Tom Sawyer, Titelblatt der Ausgabe von 1876 von Truman W. Williams

Die Abenteuer des Tom Sawyer (Originaltitel: The Adventures of Tom Sawyer) ist ein Roman des US-amerikanischen Schriftstellers Mark Twain. Das Buch erschien 1876 zugleich auch als deutsche Übersetzung.
Das Buch zählt zu den Klassikern der Jugendliteratur; es sprach und spricht aber auch viele Erwachsene an. Es wird, für die Zeit um 1876 ungewöhnlich, in der damals gängigen Alltagssprache erzählt, womit der Autor ein Gegenkonzept zu den damals üblichen Kinderbüchern über Musterknaben und brave Mädchen entwarf. Die Verwendung von Alltagssprache und Kraftausdrücken brachte das Buch in den USA zunächst auf den Index.

## Handlung

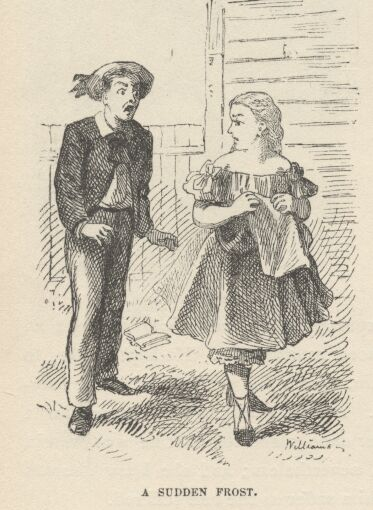
Tom Sawyer und Becky Thatcher, Illustration der Ausgabe von 1876

Die Abenteuer des Tom Sawyer ist eine typische Lausbubengeschichte und spielt in der Mitte des 19. Jahrhunderts in dem fiktiven Ort St. Petersburg in Missouri am Ufer des Mississippi. Der Waisenjunge Tom lebt bei seiner Tante Polly, zusammen mit seinem Halbbruder Sid, seiner Cousine Mary und dem schwarzen Sklaven Jim. Sid ist brav und verpetzt Tom bei jeder Gelegenheit. Tom hingegen schwänzt gern die Schule, prügelt sich und treibt sich mit seinem besten Freund Huckleberry Finn herum. Dieser hat keinen festen Wohnsitz; seine Mutter ist tot, sein Vater ist ein stadtbekannter Trinker. Nachfolgend einige der zahlreichen Episoden, die Tom und seine Freunde in St. Petersburg erleben.

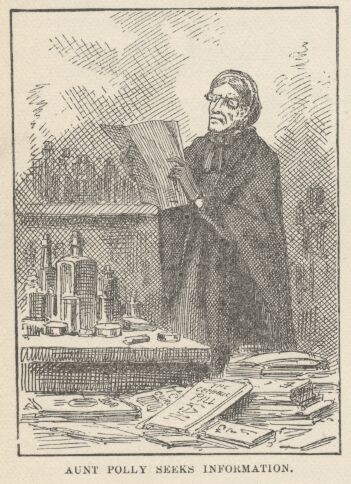
Tante Polly, Illustration der Ausgabe von 1876

Als Tom nach einer Prügelei wieder einmal mit zerrissenem Hemd heimkommt, muss er zur Strafe am Samstag Tante Pollys Zaun streichen. Jedes Mal, wenn ein Junge vorbeikommt und sich über die Strafarbeit lustig macht, erklärt ihm Tom mit ernstem Gesicht, wie schwierig es sei, die Kalkfarbe richtig aufzubringen und dass bei Weitem nicht jeder in der Lage sei, diese komplizierte Aufgabe zu lösen. Neugierig gemacht, fragen ihn die Buben, ob sie es nicht auch einmal versuchen dürfen, und erst nach langem Zögern und schließlich gegen Bezahlung mit Tauschgegenständen lässt Tom sie den Zaun für sich streichen.
Bald darauf geht Tom mit Huck nachts auf den Friedhof, wo sie einen Heilzauber gegen Warzen versuchen wollen. Da kommen drei Männer auf den Friedhof: Indianer-Joe, ein Halbblut, vor dem sich die Dorfbewohner fürchten, Muff Potter, ein einfältiger Landstreicher, und der junge Dorfarzt Robinson. Indianer-Joe und Muff Potter öffnen ein Grab und legen einen Leichnam auf eine Schubkarre. Der Doktor will, dass sie den Toten zu seinem Haus schaffen, doch Indianer-Joe verlangt dafür zusätzlich Geld. Es kommt zu einem Kampf und Indianer-Joe ersticht den jungen Arzt mit dem Messer des bewusstlos geschlagenen Muff Potter. Als dieser wieder zu sich kommt, macht ihn Joe glauben, er sei der Mörder des jungen Arztes. Aus Furcht vor der Rache Indianer-Joes schwören sich Tom und Huck gegenseitig, nie etwas über das Gesehene zu verraten. Am nächsten Tag wird der Mord entdeckt und Muff Potter kommt ins Gefängnis.
Tom und Huck beschließen mit einem weiteren Freund, Joe Harper, Piraten zu werden. Unterschlupf ist eine Insel unterhalb von St. Petersburg mitten im Mississippi. Dort genießen sie das Piratenleben, während alle im Ort den Fluss nach ihnen absuchen und ihre Angehörigen glauben, sie seien ertrunken. In einer Nacht schleicht sich Tom heimlich zurück und belauscht Tante Polly, Joe Harpers Mutter, Sid und Mary in Tante Pollys Haus. Als nach einem Unwetter Huck und Joe das Piratentum aufgeben wollen, kann Tom sie zum Dableiben überreden, indem er ihnen von seinem heimlichen Festlandsbesuch erzählt, von dem dabei erfahrenen Termin für ihre Trauerfeier und seiner Idee, zu diesem Zeitpunkt zurückzukehren. So belauschen sie von der Kirchenempore aus ihre eigene Trauerfeier und geben sich schließlich zu erkennen. Trotz ihres Streiches ist die Freude der Trauergemeinde in der Kirche über ihr Überleben groß und Tom wird von den anderen Jungen seines Alters wegen seiner Abenteuer beneidet.
An der Gerichtsverhandlung gegen Muff Potter sind Indianer-Joe sowie Tom und Huck anwesend. Tom bricht seinen Schwur, nie etwas zu erzählen, und rettet so Muff Potter vor dem Galgen. Indianer-Joe kann fliehen, und Tom lebt von nun an in der Angst, dass Joe ihn als Augenzeugen töten wird.
Im Herbst beschließen Tom und Huck, Schatzsucher zu werden. Sie suchen auch in einem verfallenen Haus, in dem es spuken soll. Während sie im ersten Stock sind, kommen Indianer-Joe und ein Komplize in das Haus, um Geld zu verstecken. Dabei entdecken sie in einer Wandnische versteckt eine alte Truhe voller Goldmünzen, die sie mitnehmen, um sie andernorts zu verstecken.
Einige Tage danach verfolgt Huck die beiden Verbrecher, um das Versteck des Schatzes herauszufinden. Er belauscht ein Gespräch und erfährt, dass Indianer-Joe aus Rache die Witwe des Richters Douglas in ihrem Haus überfallen und verstümmeln will. Huck kann bei ihrem Nachbarn Hilfe holen, die Verbrecher entkommen jedoch.
Gleichzeitig besuchen einige Kinder – darunter auch Tom und seine Freundin Becky – die McDouglas-Höhle. Tom und Becky verlaufen sich in dem großen Höhlensystem. Tom begegnet Indianer-Joe, der ihn jedoch in der Dunkelheit nicht sieht. Zuletzt findet Tom einen anderen, vorher unbekannten Ausgang und kann Becky und sich retten. Tom erfährt später, dass Beckys Vater, Richter Thatcher, nach ihrem Verschwinden den Eingang zur Höhle mit einem schweren Holztor verschließen ließ, um weitere Unglücke zu verhindern. Tom verrät nun, dass er Indianer-Joe in der Höhle gesehen hatte. Der Verbrecher wird tot in der Höhle gefunden, er hat es nicht geschafft, das Tor zu öffnen, und ist verhungert.

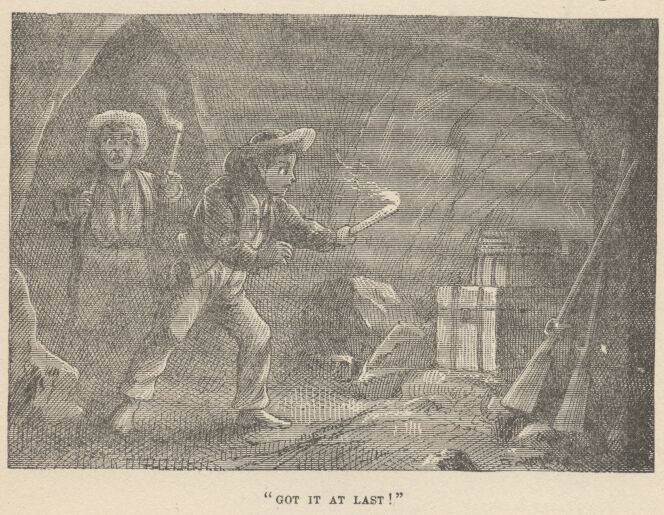
Tom findet den Schatz, Illustration der Ausgabe von 1876

Tom findet in der Höhle auch den Goldschatz, den Indianer-Joe hier versteckt hatte. Tom und Huck teilen redlich, und Huck wird von der Witwe Douglas in ihrem Haus aufgenommen. Allerdings flüchtet er nach einiger Zeit aus dem streng geregelten und gesitteten Haus, wo er nicht einmal Pfeife rauchen darf, wieder auf die Straße zurück und beschließt, wieder ein Leben in Freiheit zu führen. Es gelingt Tom aber, Huck zu überreden, es noch einmal mit der Witwe zu versuchen, denn Tom plant, später eine Räuber- und Erpresserbande zu gründen, und nur gut gestellte Mitglieder „mit Stil“ sollen aufgenommen werden. Huck sieht dies ein und kehrt zur Witwe zurück.

## Rezeption
Mark Twain beschreibt im Buch einige selbst erlebte Ereignisse. Als Vorlage für den literarischen Ort „St. Petersburg“ verwendete der Autor die Stadt Hannibal in der Nähe von St. Louis, in der er aufwuchs. Deshalb ist es möglich, Orte des Romans heute noch zu besuchen wie etwa das Mark Twain Boyhood Home & Museum mit dem weißen Lattenzaun oder die Mark Twain Cave. Dies gilt als Grund dafür, dass der Roman im Gegensatz zu seinem Nachfolger Die Abenteuer des Huckleberry Finn den Charakter einer Idylle beibehält und insgesamt eine harmonische und intakte Welt beschreibt. Auch die Erzählperspektive resultiert daraus: So gibt es hier einen ironisch-distanzierten Erzähler, der die Erlebnisse der Jungen schildert. Erst die Ich-Perspektive, zu der Mark Twain in Huckleberry Finn wechselt, nimmt moralische Konflikte ernst und macht auf diese Weise eine Gesellschaftskritik möglich.
Tom Sawyer gilt als eine „Fingerübung“ Mark Twains, die nur ansatzweise die Elemente Humor, Satire und Kritik enthält, die ihn später zu einem der wichtigsten Autoren der neueren amerikanischen Literatur machten.
Die Rezeption des Buches wurde und wird bis heute außerhalb der englischsprachigen Länder von den Übersetzungen beeinflusst. Das kann z. B. der deutsche Leser durch einen Vergleich feststellen: 2010 erschien (zum 100. Todestag) eine neue Übersetzung von Andreas Nohl; in Deutschland verbreitet ist eine Übersetzung von Lore Krüger, die 1954 erschien. Übersetzungen aus den 1980er Jahren fanden kaum Verbreitung.
Bisweilen wird das Buch, besonders auch der Nachfolgeband „Die Abenteuer des Huckleberry Finn“, als rassistisch bezeichnet, weil Schwarze als „Nigger“ bezeichnet werden. Anzumerken ist dabei, dass diese Bezeichnung zu der Zeit gängige Sprachpraxis war. Eine „bereinigte“ Fassung, die das Wort nicht mehr enthielt, stieß unter einigen Literaturkritikern auf Empörung.
1981 hatte in San Francisco das Theaterstück „The Boys in Autumn“ (Deutsch: „Wiedersehen im Herbst“) des US-amerikanischen Dramatikers Bernhard Sabath Premiere, in dem Tom Sawyer und Huck Finn als alte Männer wieder aufeinandertreffen. Trotz guter Kritiken ist das Stück bis heute weitgehend unbekannt geblieben.
2009 drehten der Autor Volker Strübing und die Moderatorin Patricia Schäfer eine Dokumentation über eine 2000 km weite Floßfahrt den Mississippi hinunter auf den Spuren von Tom Sawyer. An ihren Etappenzielen suchen sie Spuren der amerikanischen Geschichte und beleuchten den Widerspruch in Mark Twains Leben zwischen Gesellschaftskritik und Streben nach dem American Way of Life. Der erste Teil der Doku wurde am 30. Mai 2010 auf 3sat ausgestrahlt.

## Verfilmungen
Die Geschichten um Tom Sawyer und Huckleberry Finn wurden seit 1917 oft für Kino und Fernsehen bearbeitet. Die Kinofilme beschränken sich dabei in der Regel auf das Thema der Schatzsuche und die Abenteuer mit dem Banditen Indianer-Joe. Eine  recht vollständige filmische Darstellung des Romans ist die Vorabendserie Die Abenteuer von Tom Sawyer und Huckleberry Finn 1979.
- Tom Sawyer (USA 1917) mit Jack Pickford (Tom) und Robert Gordon (Huck)
- Tom Sawyer (USA 1930) von John Cromwell, mit Jackie Coogan (Tom) und Junior Durkin (Huck)
- Toms Abenteuer (USA 1938), von Norman Taurog, mit Tommy Kelly (Tom), Jackie Moran (Huck) und May Robson (Tante Polly)
- Tom Sawyers und Huckleberry Finns Abenteuer (1968), ZDF-Abenteuervierteiler mit Roland Demongeot (Tom), Marc di Napoli (Huck) und Lina Carstens (Tante Polly)
- Tom Sawyers Abenteuer (USA 1973) mit Johnny Whitaker (Tom) und Jodie Foster (Becky)
- Die Abenteuer von Tom Sawyer und Huckleberry Finn (1979, 26-teilige Fernsehserie) mit Brigitte Horney als Tante Polly
- Die Abenteuer von Tom Sawyer und Huckleberry Finn (1982, Original-Titel: Приключения Тома Сойера и Гекльберри Финна) von Stanislaw Goworuchin, mit Fjodor Stukow (Tom), Wladislaw Galkin (Huck) und Marija Mironowa (Becky)[6]
- Sawyer and Finn (1983), mit Peter Horton als Tom, beschreibt dessen Abenteuer als Erwachsener
- Tom Sawyer und Huck Finn: Die Rückkehr nach Hannibal (1990), zeigt Tom, Becky und Huck als Erwachsene
- Die Abenteuer von Tom Sawyer und Huck Finn (1994) (Anime)
- Tom und Huck (USA 1995) nach einem Drehbuch von Stephen Sommers, mit Jonathan Taylor Thomas (Tom), Brad Renfro (Huck) und Rachael Leigh Cook (Becky)
- Tom Sawyer (2011), deutscher Spielfilm von Hermine Huntgeburth
- Tom und Hacke (2012), deutsch-österreichischer Spielfilm von Rudolf Lechner
- Tom Sawyer und Huckleberry Finn (USA 2014), mit Joel Courtney (Tom), Jake T. Austin (Huck) und Christine Kaufmann (Tante Polly)

## Medien
- Hörbuch: Die Abenteuer des Tom Sawyer (gelesen von Ulla Meinecke), sechs CDs, ISBN 3-00-012370-9.
- Hörbuch: Die Abenteuer des Tom Sawyer (gelesen von Udo Wachtveitl), drei CDs, ISBN 3-89940-253-7.
- DVD: Die Abenteuer von Tom Sawyer und Huckleberry Finn, sechs DVDs (keine digitale Nachbearbeitung des Bildes und Tons, 26 Einzelfolgen).
- DVD: Tom Sawyers und Huckleberry Finns Abenteuer, der ZDF-Abenteuer-Vierteiler auf zwei DVDs, Concorde Video.
- Hörspiel: Tom Sawyer und Huckleberry Finn, zweiteiliges Hörspiel von Europa.
- Hörspiel: Mark Twain – Tom Sawyer & Huckleberry Finn – Die neuen Hörspielinszenierungen. Ersterscheinung im März 2010, vier CDs Hörspiel von Der Hörverlag, ISBN 978-3-86717-520-3.
- Hörspiel Tom Sawyer (SWR 1954) mit der Kinderstimme von Frank Elstner erscheint in der SWR edition im Februar 2013 bei Audible.de, Claudio.de, Buch.de u. a. zum Download, ISBN 978-3-933668-38-7.

## Ausgaben
Das Buch ist in unterschiedlicher Ausstattung bei mehreren Verlagen erhältlich. In vollständigeren Fassungen sind auch die Abenteuer von Huckleberry Finn in einer Ausgabe zusammengefasst.
- Mark Twain: Die Abenteuer des Tom Sawyer. Übers. von Ulrich Johannsen. Cecilie Dressler Verlag, Hamburg 1989, ISBN 3-7915-3517-X.
- Mark Twain: Tom Sawyer & Huckleberry Finn (vollständige Ausgabe). Anaconda Verlag, Köln 2011, ISBN 978-3-86647-698-1.
- Mark Twain: Tom Sawyers Abenteuer. Neu übersetzt von Gisbert Haefs. Haffmans Verlag, Zürich 1989, ISBN 3-251-20075-5.
- Mark Twain: Tom Sawyer. Carl Ueberreuter Verlag, Wien 2001, ISBN 3-8000-2810-7.
- Mark Twain: Die Abenteuer des Tom Sawyer und Huckleberry Finn. Komet Verlag, Köln 2003, ISBN 3-89836-323-6.
- Mark Twain: Tom Sawyer. Area Verlag, Erftstadt 2004, ISBN 3-89996-143-9.
- Mark Twain: Tom Sawyers Abenteuer. Übers. von Lore Krüger. Deutscher Taschenbuch Verlag, München 2005, ISBN 3-423-13360-0.
- Mark Twain: Tom Sawyer. cbj, München 2007, ISBN 978-3-570-21869-3.
- Mark Twain: Tom Sawyer. Bechtermünz Weltbild Verlag, Wien 1992, ISBN 3-86047-763-3.
- Mark Twain: Tom Sawyers Abenteuer. Hase und Igel, Garching 2006, ISBN 3-86760-057-0.
- Mark Twain: Tom Sawyers Abenteuer. Übersetzt von Lore Krüger. Diogenes, Zürich 2002, ISBN 3-257-00891-0.
- Mark Twain: Tom Sawyer und Huckleberry Finn. Neu übersetzt und herausgegeben von Andreas Nohl. Hanser, München 2010, ISBN 978-3-446-23503-8; die Neuübersetzung ist auch als Hörspiel auf 5 CDs erhältlich bei: Der Hörverlag, München 2010, ISBN 978-3-86717-520-3.
- Mark Twain: Tom Sawyer. Löwe (LeseRiesen) Verlag, Bindlach 1988, ISBN 3-7855-2174-X.
- Mark Twain: Tom Sawyer & Huckleberry Finn (vollständige Ausgabe) Verlag Neues Leben, Berlin 1974, Lizenz Nr. 303
- Mark Twain: Tom Sawyer, Williams Verlag, Aachen 1971, Neubearbeitung: Elmar Dinnendahl, Illustrationen: Almut Wessolowski

## Sonstiges

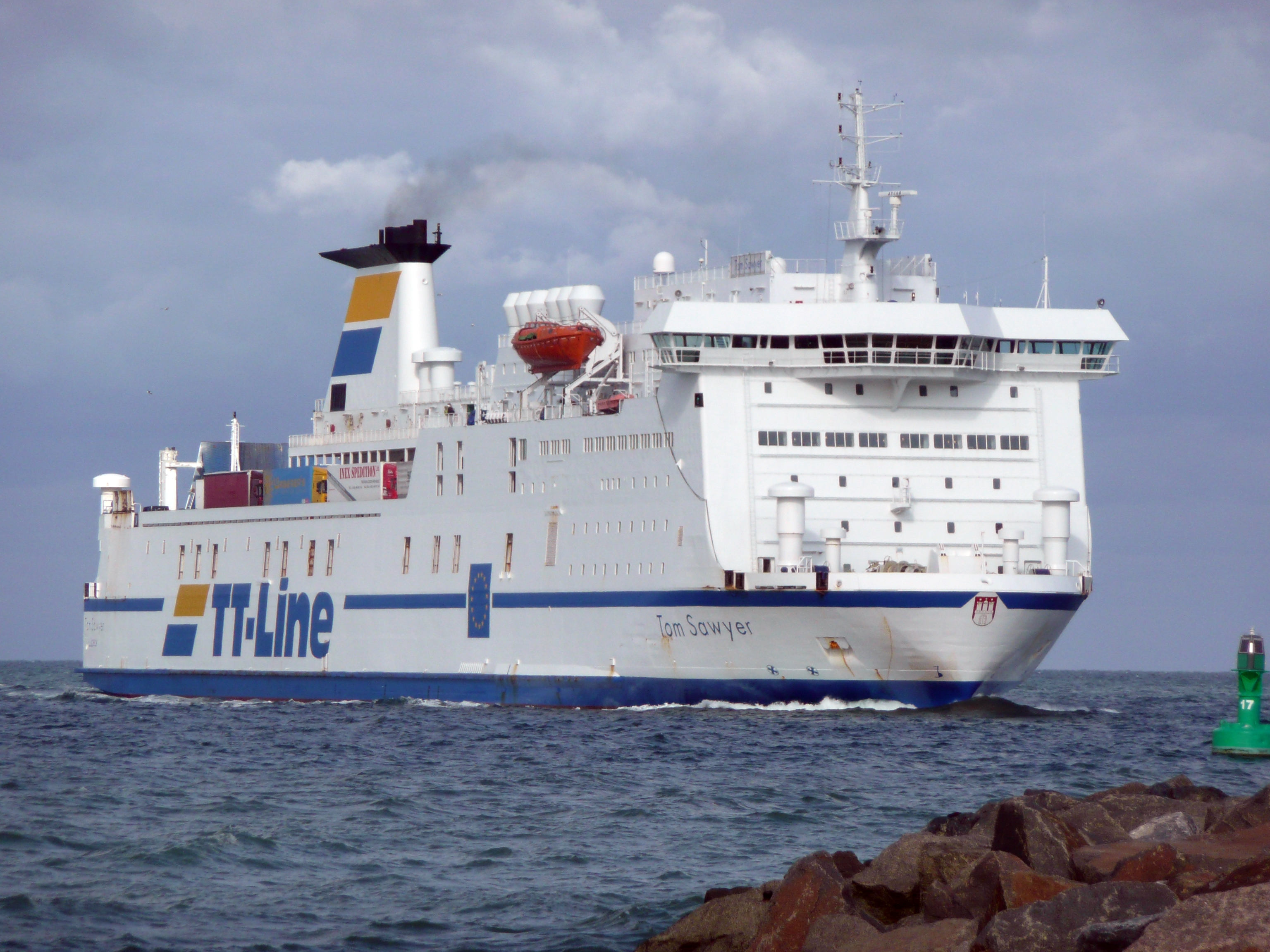
Autofähre Tom Sawyer

Eine der von TT-Line zwischen Deutschland und Schweden eingesetzten Autofähren ist nach Tom Sawyer benannt.
Eines der bekanntesten Lieder der kanadischen Rockband Rush vom Album Moving Pictures heißt Tom Sawyer.
Tom Sawyer ist einer der Charaktere in dem Film Die Liga der außergewöhnlichen Gentlemen.